# Епископ Скаульхольта
Епископ Скаульхольта (исл. Skálholtsbiskup) — помощник главы государственной евангелическо-лютеранской Церкви Исландии, вспомогательный епископ при епископе Исландии. Как и все служители церкви в Исландии, является исландским государственным служащим и получает зарплату из государственной казны.
Несмотря на то, что с 1540 года кафедру занимали исключительно лютеранские епископы Церкви Исландии, в 1968 году папа Павел VI восстановил титул епископа Скаульхольта в Римско-католической Церкви. Этот титул получают викарные архиереи, получившие титулярную (несуществующую ныне) католическую кафедру Скаульхольта.

## Роль и обязанности
Основная задача епископа Скаульхольта — вместе с епископом Хоулара рукоположить епископа Исландии, если уходящий епископ не может этого сделать, и замещать епископа Исландии во всех необходимых случаях. Он не обладает реальной властью в титулярной епархии Скаульхольта и ответственен только за исторический кафедральный собор в своей епархии и внутренние аспекты церковной жизни, рукоположение, проповеди, пастырскую заботу и общинное служение.
Епископ Скаульхольта выполняет епископские обязанности по просьбе епископа Исландии и от его имени, например рукополагает священников и дьяконов, освящает церкви и часовни. От имени епископа Исландии он наблюдает за реализацией церковной политики в отношении празднования, образования и благотворительности Церкви в титулярной епархии Скаульхольта. Епископ наблюдает за укомплектованием кадрами в епархии, следит за обучением переобучением священников, оказывает пастырскую заботу о священниках и церковном персонале в епархии. Посещает духовенство и общины в своей епархии.
От имени епископа Исландии и в соответствии с церковным порядком, изложенным в законах, постановлениях и правилах, епископ Скаульхольта обеспечивает духовное руководство и наблюдение в церквях в своей епархии и укрепляет церковную жизнь.
Когда епископ Исландии уходит в отставку или умирает, то епископ Скаульхольта, занимает свою должность до тех пор, пока в свою должность не вступит новый епископ Исландии.

## История
Первым епископом Скаульхольта и всей Исландии был Ислейфюр Гисюрарсона, который стал епископом в 1056 году, через 56 лет после принятия исландцами христианства. После появления в 1106 году епископа в Хоуларе, епископ Скаульхольта стал одним из двух католических иерархов в Исландии. После перехода Исландии в протестантство, в 1540 епископскую кафедру Скаульхольта впервые занял епископ-лютеранин.
Скаультхольт был разрушен сильным землетрясением (исл. Suðurlandsskjálftan) в конце XVIII века, после чего в 1801 году епархии в Скаультхольте и Хоуларе были объединены, а последний епископ Скаультхольта Гейр Видалин принял титул епископа Исландии и перенёс кафедру объединенного епископства в Рейкьявик в недавно построенный Кафедральный собор Рейкьявика.
В 1908 году было принято решение, что рукоположение нового епископа Исландии проводится или его уходящим в отставку предшественником, или вспомогательными епископами. Для этого, а также в память о прежнем устройстве исландской церкви и для сохранения древней кафедры Скаульхольта, в 1909 году был восстановлен титул епископа Скаульхольта, как вспомогательного епископа (исл. vígslubiskup) при епископе Исландии с резиденцией в Кафедральном соборе Скаульхольта. В 1990 году новое исландское законодательство увеличило полномочия и обязанности епископа Скаульхольта, в качестве одного из двух помощников главы государственной Евангелическо-лютеранской церкви Исландии. С 1990 года все три епископа образуют совет епископов церкви Исландии, имеющий совещательные функции.

## Епископы Скаульхольта
Здесь и далее исландские и древнеисландские имена епископов транскрибированы согласно общепринятым правилам исландско-русской транскрипции. Имена епископов из Норвегии, Дании или иного другого происхождения, а также латинизированные имена, транскрибированы согласно правилам транскрипции с соответствующего языка.

### Католические епископы Скаульхольта
Епископы Скаульхольта после учреждения кафедры в 1056 году:
- 1056—1080 — Ислейв Гицурарсон
- 1082—1118 — Гицур Ислейвссон
- 1118—1133 — Торлак Рунольвссон[англ.]
- 1134—1148 — Магнус Эйнарссон[англ.]
- 1152—1176 — Клэнг Торстейнссон[англ.]
- 1178—1193 — Торлак Торхалльссон
- 1195—1211 — Паль Йонссон
- 1216—1237 — Магнус Гиссюрарссон (исл. Magnús Gissurarson)
- 1238—1268 — Сигвардюр Тьеттмарссон (исл. Sigvarður Þéttmarsson)
- 1269—1298 — Аудни Тодлаукссон[англ.] (исл. Árni Þorláksson)
- 1304—1320 — Аудни Хельгасон (исл. Árni Helgason)
- 1321—1321 — Гримюр Скутюсон (исл. Grímur Skútuson)
- 1322—1339 — Йоун Хадльдоурссон(исл. Jón Halldórsson)
- 1339—1341 — Йоун Индридасон (исл. Jón Indriðason)
- 1343—1348 — Йоун Сигюрдссон (исл. Jón Sigurðsson)
- 1350—1360 — Гирдир Иварссон (исл. Gyrðir Ívarsson)
- 1362—1364 — Тоураринн Сигюрдссон (исл. Þórarinn Sigurðsson)
- 1365—1381 — Оддгейр Торстейнссон (исл. Oddgeir Þorsteinsson)
- 1382—1391 — Микаель (норв. Mikael)
- 1391—1405 — Вилкин Хинрикссон (норв. Vilchin Hinriksson)
- 1406—1413 — Йоун (исл. Jón)
- 1413—1426 — Аудни Оулафссон (исл. Árni Ólafsson)
- 1426—1433 — Йёнс Герекессон (дат. Jöns Gerekesson)
- 1435—1437 — Джон Вильямсон Крэкстон (англ. John Williamson Craxton)
- 1437—1447 — Гозевейн Комхар (нидерл. Gozewijn Comhaer)
- 1448—1462 — Марцэллюс дэ Нивэриис (лат. Marcellus de Niveriis)
- 1462—1465 — Йёнс Стефенсен Краббе (дат. Йёнс Stephensen Krabbe)
- 1466—1475 — Свейнн Пьетюрссон (исл. Sveinn Pétursson)
- 1477—1490 — Магнус Эйоульфссон (исл. Magnús Eyjólfsson)
- 1491—1518 — Стеваун Йоунссон (исл. Stefán Jónsson)
- 1521—1536 — Эгмюндюр Паульссон (исл. Ögmundur Pálsson)
- 1536—1536 — Сигмюндюр Эйоульфссон (исл. Sigmundur Eyjólfsson)
- 1536—1540 — Эгмюндюр Паульссон (исл. Ögmundur Pálsson)

### Лютеранские епископы Скаульхольта
Епископы Скаульхольта после принятия лютеранства в 1540 году:
- 1540—1548 — Гиссюр Эйнарссон (исл. Gissur Einarsson)
- 1549—1557 — Мартейнн Эйнарссон (исл. Marteinn Einarsson)
- 1558—1587 — Гисли Йоунссон (исл. Gísli Jónsson)
- 1589—1630 — Оддюр Эйнарссон (исл. Oddur Einarsson)
- 1632—1638 — Гисли Оддссон (исл. Gísli Oddsson)
- 1639—1674 — Бриньоульвюр Свейнссон (исл. Brynjólfur Sveinsson)
- 1674—1697 — Тоурдюр Тоудлаукссон (исл. Þórður Þorláksson)
- 1698—1720 — Йоун Видалин (исл. Jón Vídalín)
- 1722—1743 — Йуон Ауднасон (исл. Jón Árnason)
- 1744—1745 — Людвиг Харбоэ (исл. Ludvig Harboe)
- 1747—1753 — Оулавюр Гисласон (исл. Ólafur Gíslason)
- 1754—1785 — Финнюр Йоунссон (исл. Finnur Jónsson)
- 1785—1796 — Ханнес Финнссон (исл. Hannes Finnsson)
- 1797—1801 — Гейр Видалин (исл. Geir Vídalín)

### Титулярные епископы Скаульхольта церкви Исландии
Епископы Скаульхольта после восстановления титула в 1909 году в церкви Исландии:
- 1909—1930 — Вальдимар Брием (исл. Valdimar Briem)
- 1931—1936 — Сигюрдюр Сивертсен (исл. Sigurður Sívertsen)
- 1937—1965 — Бьядни Йоунссон (исл. Bjarni Jónsson)
- 1966—1983 — Сигюрдюр Паульссон (исл. Sigurður Pálsson)
- 1983—1989 — Оулавюр Скуласон (исл. Ólafur Skúlason)
- 1989—1994 — Йоунас Гисласон (исл. Jónas Gíslason)
- 1994—2010 — Сигюрдюр Сигюрдарсон (исл. Sigurður Sigurðarson)
- 2011—2018 — Кристьяун Валюр Ингоульфссон (исл. Kristján Valur Ingólfsson)
- 2018- — Кристьяун Бьёднссон (исл. Kristján Björnsson)

### Титулярные епископы Скаульхольта католической церкви
Епископы Скаульхольта после восстановления титула в 1968 году в католической церкви:
- 1968—1979 — Джон Бэптист Хуберт Теуниссен (англ. John Baptist Hubert Theunissen)
- 1982—2008 — Альфонс Мария Хенрик Антоний Кастерманс (англ. Alphonsus Maria Henricus Antonius Castermans)
- 2016—2018 — Пол Джеймс Мейсон (англ. Paul James Mason)
- 2019- — Антуан Камиллери (англ. Antoine Camiller)